# Thomas MacDonagh
Thomas MacDonagh, irl. Tomás Mac Donnchadha (ur. 1 lutego 1878, zm. 3 maja 1916) – irlandzki poeta, dramaturg, jeden z przywódców powstania wielkanocnego w 1916 roku.
Jest uznawany za jednego z siedmiu przywódców powstania, dołączył jednak do tej grupy w późnym okresie. Nie przyłączył się do sekretnej Rady Wojskowej, która planowała powstanie przed 1916 rokiem, na tygodnie przed jego właściwym rozpoczęciem. Nie wiadomo, dlaczego tak się stało. Kontrowersyjne pozostaje, dlaczego mimo tak krótkiego stażu w organizacji spiskowej został dopuszczony do kierowniczych stanowisk. Mimo tego był jednym z sygnatariuszy Proklamacji Irlandzkiej Republiki.